# Torralba de Oropesa (kommunhuvudort)
Torralba de Oropesa är en kommunhuvudort i Spanien.   Den ligger i provinsen Toledo och regionen Kastilien-La Mancha, i den centrala delen av landet, 130 km väster om huvudstaden Madrid. Torralba de Oropesa ligger 371 meter över havet och antalet invånare är 267.
Terrängen runt Torralba de Oropesa är platt. Runt Torralba de Oropesa är det glesbefolkat, med 9 invånare per kvadratkilometer. Närmaste större samhälle är Oropesa, 2,5 km sydväst om Torralba de Oropesa. Omgivningarna runt Torralba de Oropesa är huvudsakligen savann.